# Miljonärernas paradis
Miljonärernas paradis (engelska: The Cocoanuts) är en musikalisk komedifilm från 1929 med Bröderna Marx, i regi av Robert Florey och Joseph Santley.

## Handling
Filmens handlar om föreståndaren på det konkursmässiga hotellet "Hotel de Cocoanut" i Florida under den begynnande byggboomen på 1920-talet. Groucho spelar föreståndaren Mr. Hammer som försöker skinna alla på pengar, inklusive den rika societetsdamen mrs. Potter (Margaret Dumont). Mrs Potters dotter Polly Potter (Mary Eaton) är kär i hotellportiern Bob Adams (Oscar Shaw) som drömmer om att bli arkitekt. 
Harpo och Chico spelar sig själva och är kringresande tjuvar. Flera av gästerna är tjuvar, Harvey Yates (Cyril Ring) och dennes kompanjon Penelope Martin (Kay Francis) är ute efter mrs. Potters juveler. Juvelerna försvinner och den unge lovande men okände arkitekten anklagas för stöld. Förväxlingarna kan börja. 

## Om filmen
Filmen är den första publicerade filmen med Bröderna Marx. Denna film är också den första långfilm med filmbolaget Paramount Pictures. Den var ursprungligen en pjäs med samma namn som spelades för utsålda hus på Broadway åren 1925–1926. Filmen hade amerikansk premiär den 3 maj 1929 och släpptes sedan i hela USA 3 augusti 1929.
När bröderna Marx fick se slutversionen blev de så bestörta att de försökte att köpa originalet och därmed förhindra offentlig visning. Filmbolaget vägrade dock som tur var. Filmen blev en stor succé och spelade in närmare två miljoner dollar.
Filmen har flera klassiska scener, bland annat "why a duck / viadukt-dialogen" och Grouchos landauktion av värdelös träskmark med Chico som falsk budgivare.  
Värt att notera är också att Irving Berlin gjorde filmmusiken, med inte mindre än fem låtar: "Lucky Boy", "Florida by the Sea", "The Monkey Doodle Doo", "Tango Melody" och "A Little Bungalow".  

## Rollista i urval
- Groucho Marx - Mr. Hammer
- Harpo Marx - Harpo
- Chico Marx - Chico
- Zeppo Marx - Jamison
- Mary Eaton - Polly Potter
- Oscar Shaw - Robert 'Bob' Adams
- Margaret Dumont - Mrs. Potter
- Kay Francis - Penelope
- Cyril Ring - Harvey Yates
- Basil Ruysdael - kriminalpolis Hennessey

## Utvald filmscen
- Chico och Harpo checkar in på hotellet då deras tomma resväska råkar öppnar sig. Groucho säger: "Hey, hey! Du vet att resväskan är tom?" Varpå Chico säger: "Det är ok. Vi fyller den innan vi åker."

- Chico kommenterar det penningfattiga läget: "Just nu skulle jag göra vad som helst för pengar. Jag skulle kunna döda någon för pengar. Jag skulle döda dig för pengar." Harpo ser då lite ogillande ut. Varpå Chico säger: "Ha ha ha. Oh nej. Du är min vän. Jag skulle döda dig utan betalning." och nu ler Harpo.